# Strzępkoząb owłosiony
Strzępkoząb owłosiony (Deviodontia pilaecystidiata (S. Lundell) Hjortstam & Ryvarden) – gatunek grzybów z rodziny szczeciniakowatych (Hymenochaetaceae). Należy do monotypowego rodzaju Deviodontia (Parmasto) Hjortstam & Ryvarden 2009.

## Systematyka i nazewnictwo
Pozycja w klasyfikacji według Index Fungorum: Deviodontia, Hymenochaetaceae, Hymenochaetales, Agaricomycetidae, Agaricomycetes, Agaricomycotina, Basidiomycota, Fungi.
Po raz pierwszy takson ten zdiagnozował w 1953 r. Seth Lundell, nadając mu nazwę Odontia pilaecystidiata. Obecną, uznaną przez Index Fungorum nazwę nadali mu w 2002 r. Kurt Hjortstam i Leif Ryvarden.
Synonimy:
- Grandinia pilaecystidiata (S. Lundell) Jülich 1982
- Hyphodontia pilaecystidiata (S. Lundell) J. Erikss. 1958
- Hyphodontia pilaecystidiata f. crassa Parmasto 1968
- Kneiffiella pilaecystidiata (S. Lundell) Jülich & Stalpers 1980
- Odontia pilaecystidiata S. Lundell 1953[2].

Polską nazwę strzępkoząb owłosiony zarekomendował Władysław Wojewoda w 2003 r. dla ówczesnej naukowej nazwy Hyphodontia pilaeocystidiata. Jest niespójna z aktualną nazwą naukową.

## Występowanie i siedlisko
Znane jest występowanie Deviodontia pilaecystidiata tylko w niektórych krajach Europy. W zestawieniu wielkoowocnikowych grzybów podstawkowych Polski W. Wojewoda w 2003 r. przytoczył tylko jedno stanowisko w Ojcowskim Parku Narodowym z uwagą, że częstość występowania i stopień zagrożenia tego gatunku nie są znane.
Grzyby naziemne, saprotrofy. Występują w lasach na martwym drewnie drzew liściastych.